# Francisco Xavier de Meneses
Francisco Xavier de Meneses (Lisboa, 29 de janeiro de 1673 – Lisboa, 21 de dezembro de 1743) foi o 4.º conde da Ericeira.

## Biografia

### Dados biográficos iniciais
Nasceu em 29 de janeiro de 1673 e morreu em 21 de dezembro de 1743. Filho de D. Luís de Meneses, 3.º Conde da Ericeira, foi senhor da Ericeira e seu termo, e direitos Reais, com as quintas das jogadas da vila de Mafra; 2.º senhor de Ancião e do lugar do Escampado; 8º senhor da Casa do Louriçal e do morgado da  Anunciada, padroeiro da capela-mor do convento da Graça, de Lisboa, e do priorado de Santa Maria de Aguiar, no arcebispado de Évora; comendador das comendas de Santa Cristina de Serzedelo, São Pedro de Elvas, São Cipriano de Angueira, São Martinho de Frazão, São Paio de Fragoso, e São Bartolomeu da Covilhã.
Sucedeu ao pai na tenra idade de 14 anos e ficou  tão instruído dos interesses do reino que protegia não só os estabelecimentos fundados por seu pai quanto as Artes e o Comércio.
Em 1695, com 19 anos, apresentou ao rei D. Pedro um «Discurso sobre as Artes» feito por Tomás da Costa Ferreira, bracarense, negociante na praça de Lisboa, louvando o conde seu pai como instituidor e protector das fábricas - discurso que foi mal aceite.
Aluno do cosmógrafo-mor Manuel Pimentel e igualmente interessado por filologia e história, adquiriu cedo fama de erudito e exerceu grande influência nos meios culturais, embora lhe faltassem qualidades de criação e gosto que poderiam dele ter feito homem verdadeiramente superior.

### Carreira militar
Serviu na guerra da Sucessão de Espanha, acompanhando D. Pedro II de Portugal, em 1701, quando foi à campanha da Beira, sendo nomeado em 1705 governador de Évora, com o posto de sargento-mor de batalha do exercito do Alentejo, a que foi elevado em 1707, e distinguindo-se nas batalhas de 1708 e 1709.
Em 1735 nomeado mestre de campo general e conselheiro de guerra como deputado da Junta dos Três Estados.

### Carreira acadêmica
Era muito aplicado aos estudos, principalmente aos de matemática. Nas academias, ninguém lhe disputava a primazia, decorrendo a sua eloquência em diversos problemas e discursos; era muito versado nas línguas francesa, italiana e espanhola. Não houve congresso literário instituído neste reino ou no estrangeiro, que o não pretendesse para seu associado.
Ainda não contava 20 anos, quando a Academia dos Generosos, renovada em 1693, o elegeu para seu primeiro presidente. Na Academia Portuguesa, instituída em 1717 no seu palácio, foi protector e secretário, e na Real Academia de História Portuguesa, formada por D. João V de Portugal em 1720, foi um dos cinco diretores e censores.
Nas conferências eruditas, também chamadas dos Sagrados Concílios, feitos em 1715 na casa do núncio apostólico, monsenhor Firrao (Ver Academia do Núncio) lhe tocou a parte critica dos Concílios Universais, onde foram admirados os seus profundos conhecimentos em historia sagrada, teologia e cânones pontifícios. Teve papel importante nessas reuniões celebradas no núncio Firrao e tomou à sua conta história, cânones e teologia; e com as Conferências Eruditas que se reuniam em seu palácio desde 1695 despertou o interesse em grupo  numeroso e bastante culto para mais tarde D João V as transformar em Academia Real.
A Academia da Arcadia de Roma, sem que ele o pretendesse, o nomeou seu sócio, com o nome poético de Ormauro Paliseo, assim como a Real Sociedade de Londres. Em todos os certames literários mereceu ser árbitro das obras métricas, que neles se liam, distribuindo os prémios com toda a justiça. A fama do seu nome se propagou por tal forma por toda a Europa, que chegou a alcançar as mais distintas atenções das primeiras pessoas do mundo católico, e o próprio pontífice Inocêncio XIII lhe gratificou por um breve expedido a 29 de Abril de 1722 o Panegyrico que, à sua exaltação ao Pontificado, recitara na Academia em 5 de Junho de 1721, e Luís XV de França lhe mandou o Catálogo da sua livraria em 5 tomos e 21 volumes de estampas, que representavam tudo quanto de mais raro se admirava na corte de Paris.
«A Academia da Rússia lhe escreveu uma elegante e oficiosa carta com a oferta de 12 tomos das obras dos seus eruditos membros. Os mais célebres filólogos de Itália, Alemanha, Holanda, França e Espanha, pretendiam a sua correspondência, enviando-lhe cartas Murati, Bianchimi, Crescimbeni, Dumont, etc., testemunhando-lhe assim o elevado conceito que lhes merecia a sua vastíssima erudição.
Tinha relações com eruditos e Academias estrangeiras, embora sem receber especial prova de deferência; quanto a Boileau, de quem traduziu a  Arte poética, este se manteve nos limites da estrita cortesia.
Diz-se que não tinha valor como poeta (ver sua «Henriqueida» que o pode desmentir), nem qualidade de pensador e artista, como provam a Memória sobre o valor da moeda e o Diário de 1731-1733 que lhe é atribuído - mas deve aparecer com relevo na história das ciências em Portugal, não como criador, mas como uma das personalidades que melhor deve ter entendido a ciência européia do seu tempo e que mais deve ter feito para a introduzir no país.
Seguindo tendência geral, embora se interessasse vivamente pelo trabalho teórico de Descartes, Viète, Euler, parece sobretudo inclinar-se para o domínio das aplicações práticas.
Foi por iniciativa ou intermédio seu que Jacob de Castro Sarmento principiou a tradução de Bacon, interrompida logo pela intervenção do jesuíta João Batista Carbone junto ao Rei.
Promoveu também a Real Fábrica das Sedas, sobre cujo estabelecimento escreveu pequeno Discurso e sobre a plantação das amoreiras e criação dos bichos da seda, o que também foi mal aceito pela nobreza e do povo, com o que se desgostou inteiramente.

## Casamento e posteridade
Casou em 24 de outubro de 1688 com D. Joana Madalena de Noronha ou Joana de Lancastre, como a chama a Biblioteca Lusitana, filha de D. Luís Lobo da Silveira, 2º Conde de Sarzedas e conselheiro de Estado, e da condessa D. Mariana da Silva e Lencastre.
Filhos:
- 1 - D. Luís Carlos Inácio Xavier de Meneses (4 de novembro de 1689-1742 Goa)  5º Conde da Ericeira, 1º Marquês do Louriçal.
- 2 - D. Fernando António de Meneses, que abandonou o século para se tornar Fr. António da Piedade.